# Natalia Kalmykova
Pour les articles homonymes, voir Kalmykova.
Natalia Kalmykova (en ukrainien : Наталія Фернандівна Калмикова), née le 4 février 1982 à Vinnytsia est une femme politique ukrainienne.

## Carrière politique
Le 27 septembre 2023, elle est nommée vice-ministre de la défense de l'Ukraine.
Elle est ministre des Anciens combattants du Gouvernement Chmyhal et remplace Oleksandr Porkhoun à partir du 4 septembre 2024. Elle se maintient à ce poste dans le gouvernement Svyrydenko.
Sa nomination est critiquée car aucun de ses frères ne combat ; l'un d'entre eux, Anatoliy, est un utilisateur actif du réseau social russe VKontakte, dans lequel il s'est moqué des slogans de la Révolution de la Dignité.